# Manuel Pavía
Pour l’article homonyme, voir Manuel Pavía y Lacy.
Manuel Pavía y Rodríguez de Alburquerque (Cadix, 2 août 1828 - Madrid, 4 janvier 1895). Général espagnol, il est l'instigateur du coup d'État qui mit fin à la Première République espagnole.

## Biographie
Il participa au soulèvement de Villarejo (1866) sous le commandement de Joan Prim. À la suite de l'échec de ce pronunciamiento, il prit l'exil et revint en Espagne après la Révolution de 1868 qui renversa Isabelle II.
Opposé à tout type de particularisme, il combattit durant la première république contre les carlistes en Navarre et contre le cantonalisme en Andalousie, nommé capitaine général de Nouvelle-Castille durant la présidence de Castelar.
Le 3 janvier 1874, alors que Castelar perd une motion de confiance, il envoie une escouade aux Cortès, amenant leur dissolution et mettant ainsi fin au régime républicain.
Après le coup d'État de Pavía, Pavía convoqua tous les partis politiques, à l'exception des cantonalistes et des carlistes, afin de former un gouvernement d'union nationale, qui donna le pouvoir au général Francisco Serrano.
En 1880, Pavia est nommé capitaine général de Catalogne.

## Source
- (es) Cet article est partiellement ou en totalité issu de l’article de Wikipédia en espagnol intitulé « Manuel Pavía » (voir la liste des auteurs).